# Malacocephalus hawaiiensis
Malacocephalus hawaiiensis es una especie de pez de la familia Macrouridae en el orden de los Gadiformes.

## Hábitat
Es un pez de aguas profundas que vive entre 300-1.250 m de profundidad.

## Distribución geográfica
Se encuentran en las Islas Hawái.